# Manguera de incendios

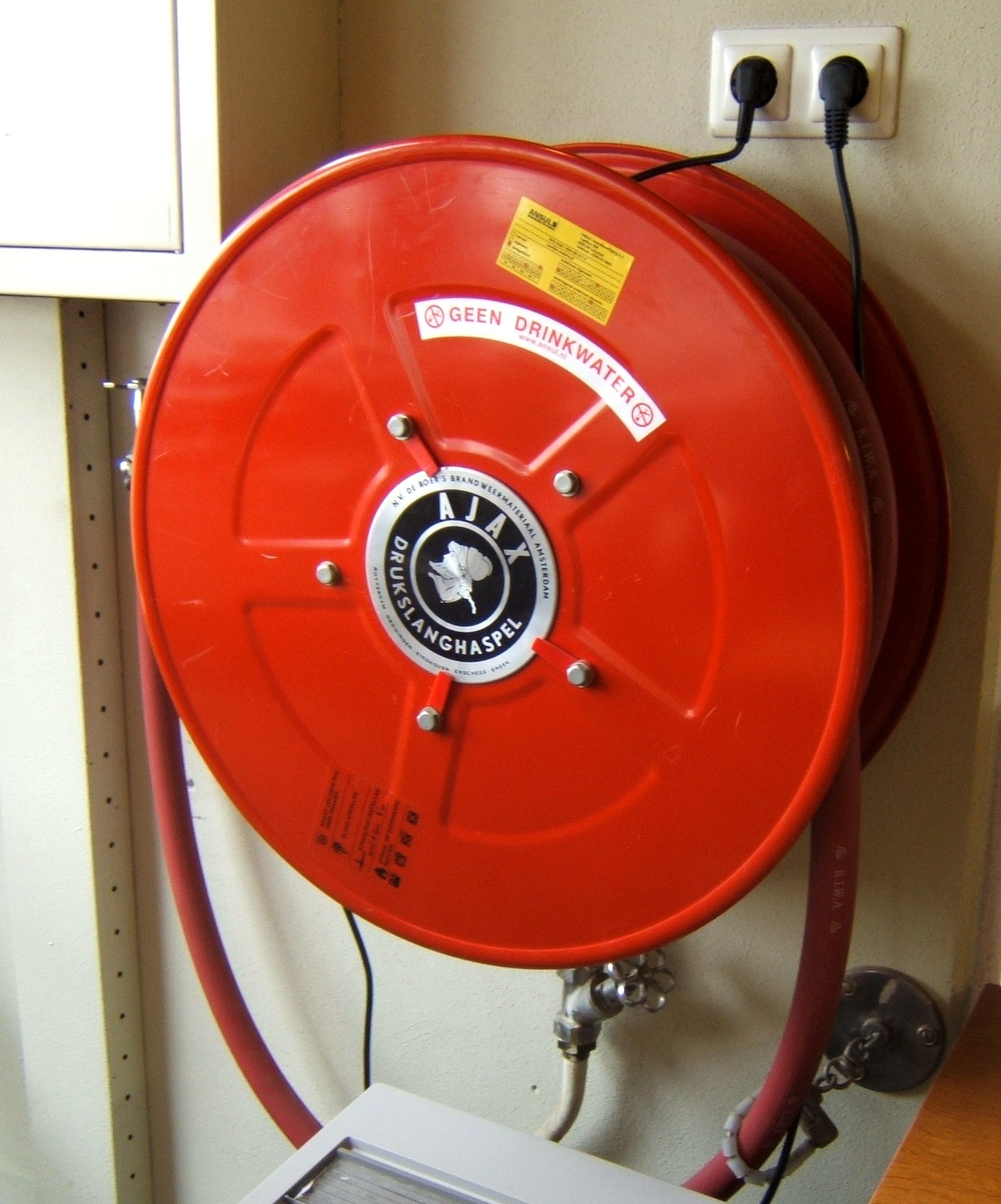
Carrete de manguera de incendios

Una manguera de incendios o nicho hidarnte es una manguera que se utiliza para el transporte de agua para la extinción de incendios. En muchos edificios, como escuelas, oficinas y negocios son Bobinas de manguera necesario. Bobinas de manguera sólo son adecuados para fuego clase A (sólidos de sustancias). Ver también el artículo sobre el extintor de incendios.

## Tipos de mangueras

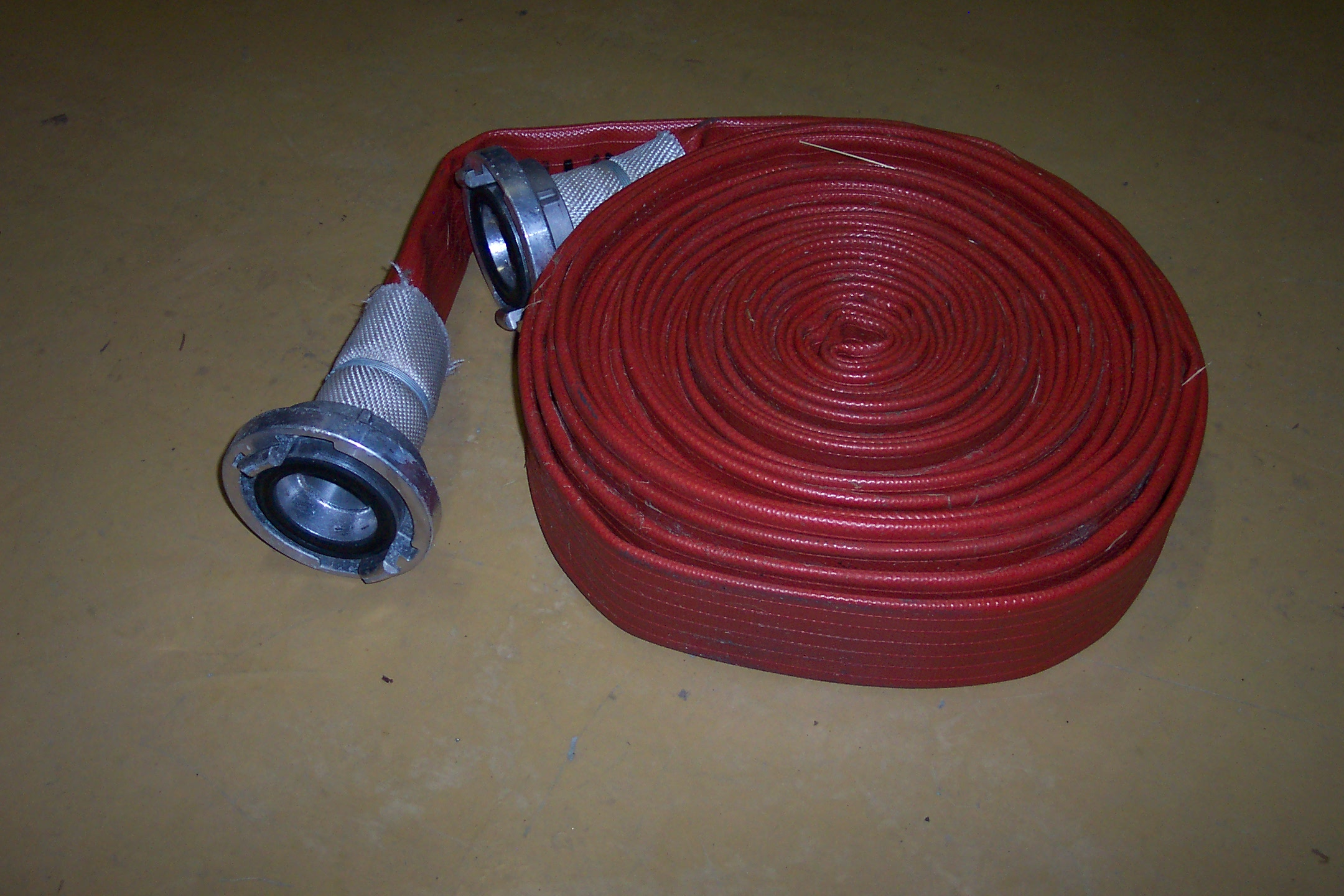
Manguera de incendios con un diámetro de 75 mm

El departamento de bomberos usados más grande, suelto, mangueras para el transporte de agua. Estas mangueras están hechas de lona o de plástico y se proporcionan con un acoplamiento storz en cada extremo.
Los tubos suelen tener un diámetro de 37, 48 (45 mm), 52 mm, 75 mm, 110 mm, 150 mm o 200 mm y una longitud de 20 metros. También hay mangas de 44,45 mm (1¾ pulgadas), de 63,5 mm (2 ½ pulgadas), 76 mm (3 pulgadas) y 127 mm (5 pulgadas). Los conectores están estandarizados. (En Bélgica, conector DSP) .

## Historia
La moderna bobina de manguera de incendios fue inventada en 1673 por Jan van der Heyden. Con estas mangueras hechas de cuero y una mejora de la bomba contra incendios podría por primera vez ser combatidos los grandes incendios con agua en la práctica . También diseñado por Van der Heyden una especie de refuerzo para el bombeo de agua desde los canales navegables. Alrededor de 1780, las mangueras de cuero se sustituyeron por el tejido de lona.

## Manguera en carrete

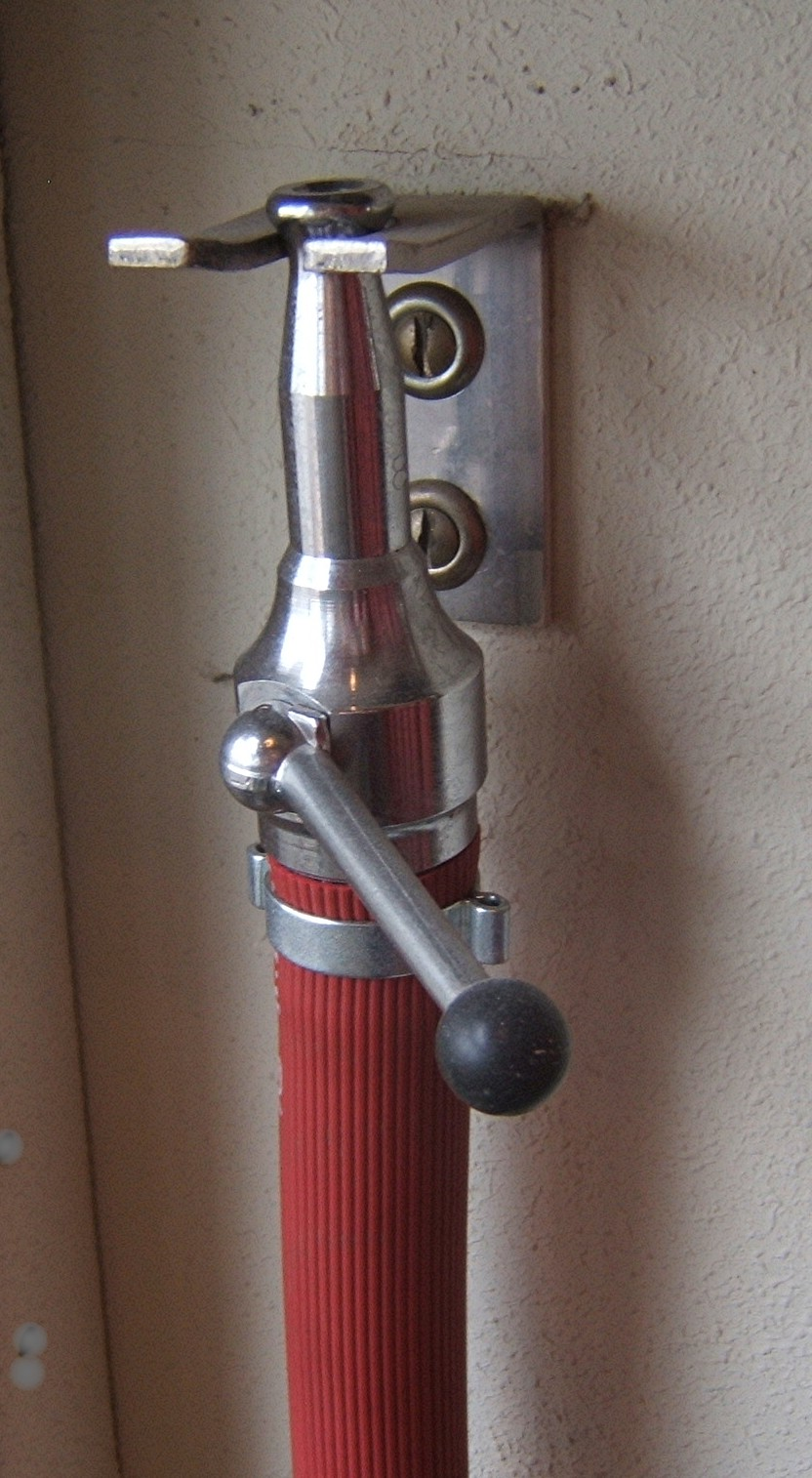
Boquilla

La manguera de incendios en un carrete consiste en un tubo con una pared de caucho, de plástico relativamente gruesa , a menudo con materiales fibrosos como refuerzo. La manguera está en una bobina se enrolla y está permanentemente conectado al sistema de suministro de agua. El diámetro de la manguera depende de la longitud y normalmente es de 25 mm o menos. El carrete está generalmente fijado en la pared, pero también puede salir fuera con unas bisagras.
La boquilla tiene una llave que tiene tres modos de funcionamiento: llave simple, llave de radio obligado y llave de potencia de rociado. Esta última es especialmente útil para un área más grande de todo el beginbrand enfriar. También, el sproeistand como un escudo contra el calor y las llamas son más fáciles de ser extinguidas.

## Uso
Además del gran número de extintores de incendios en los edificios están presentes es la manguera es una buena adición a este. En los casos donde el agua se extingue, por lo que hay una gran cantidad de tiempo que ha pasado, antes de la brigada de incendio está presente. Extinguir el fuego con agua, sin embargo, el agua puede causar daños.